# Dąbrówka (Cmolas)
Dąbrówka – przysiółek wsi Cmolas w Polsce, położony w województwie podkarpackim, w powiecie kolbuszowskim, w gminie Cmolas.
Dawniej Dąbrówka stanowiła odrębne sołectwo w gminie Cmolas.